# The Devil Put Dinosaurs Here
| 전문가 평가     | 전문가 평가 |
| 총 점수         | 총 점수     |
| 출처            | 점수        |
| --------------- | ----------- |
| 메타크리틱      | 70/100      |
| 평가 점수       |             |
| 출처            | 점수        |
| Allmusic        | [ 7 ]       |
| The A.V. Club   | B-          |
| The Independent | [ 9 ]       |
| Loudwire        | [ 10 ]      |
| Melodic         | [ 11 ]      |
| Pitchfork       | 5.9/10      |
| PopMatters      | 8/10        |
| Rolling Stone   | [ 14 ]      |
| The Skinny      | [ 15 ]      |
| Spin            | 6/10        |

《The Devil Put Dinosaurs Here》는 미국의 록 밴드 앨리스 인 체인스의 다섯 번째 스튜디오 음반으로, 2013년 5월 28일, 캐피틀 레코드 (그리고 레이블에 의해 발매된 밴드의 마지막 음반)를 통해 발매되었다. 이 음반은 이 밴드의 두 번째 동창회 음반이다. 전 음반인 《Black Gives Way to Blue》(2009년)를 지원하기 위해 전 세계 투어를 한 후, 앨리스 인 체인스는 새 음반 작업을 시작했다. 《The Devil Put Dinosaurs Here》의 제작은 1년 이상 지속되었고 음반 발매는 수없이 지연되었다. 밴드는 2011년 7월에 다섯 번째 음반 작업을 시작하기 위해 스튜디오에 들어갔다. 작사, 작곡과 녹음 세션 동안 기타리스트이자 보컬리스트인 제리 캔트렐은 어깨 수술을 받았고, 이로 인해 음반이 지연되었다. 2012년 12월, 《The Devil Put Dinosaurs Here》의 녹음 세션이 완료되었다.
빌보드 200 차트 2위, 톱 록 음반 차트 1위를 정점으로 이 음반은 음악 평론가들로부터 호평을 받았고, 〈Hollow〉, 〈Stone〉, 〈Voices〉는 싱글로 발매되어 음반을 홍보했다. 〈Hollow〉와 〈Stone〉은 《빌보드》 메인스트림 록 트랙에서 1위에 올랐고, 〈Voice〉는 3위에 올랐으며, 세 곡 각각은 20주 동안 차트에 머물렀다.
《The Devil Put Dinosaurs Here》는 또한 오스트레일리아, 핀란드, 노르웨이의 국가 음반 차트에서 10위 안에 들었다. 이 음반은 2013년 그래미 어워드 엔지니어상 비클래식 부문 후보에 올랐으며, 2019년 《라우드와이어》의 10년 최고의 록 음반 목록에서 4위에 올랐다.
2013년 4월 3일, 퍼니 올 다이를 통해 음반을 홍보하기 위해 《AIC 23》이 발매되었다.

## 커버 아트
커버 아트는 붉은 바탕에 두 번째 두개골 이미지가 스테가노그래피으로 숨겨져 있는 트리케라톱스의 두개골을 특징으로 한다. 이 두 개의 두개골은 드러나면 합쳐져 악마의 이미지를 형성한다. 음반 제목은 일부 종교인들이 인류의 대중을 혼란스럽게 하기 위해 사탄 자신이 공룡 뼈를 지구 깊숙이 심어 신자들을 만류했다는 믿음을 말한다.
내부 삽화에는 두 마리의 파키케팔로사우루스와 안킬로사우루스를 포함하여 앞면 커버와 유사한 방식으로 중첩된 다른 공룡 두개골의 이미지가 포함되어 있다. 쥬얼 케이스에서 CD 트레이를 제거하면 추가 이미지도 표시되었다.

## 발매
2012년 12월 18일, 이 음반의 첫 번째 싱글인 〈Hollow〉는 유튜브에 게시된 가곡 비디오를 통해 온라인으로 데뷔했다. 이 싱글은 2013년 1월 8일, 공식 뮤직 비디오와 함께 디지털 다운로드가 가능했다. 〈Hollow〉는 《빌보드》 메인스트림 록 트랙 차트에서 5주 동안 1위를 했다.
두 번째 싱글 〈Stone〉은 2013년 3월 25일, 라디오 방송국에 발매되었고, 3주간 메인스트림 록 차트 1위에 올랐다. 2013년 3월 25일, 〈Phantom Limb〉는 시애틀 방송국 KISW를 통해 라디오에서 첫 방송되었다.
세 번째 싱글 〈Voices〉는 2013년 7월 26일, 《USA 투데이》 웹사이트에서 초연되었고, 2013년 7월 29일, 라디오 방송국에 발매되었다. 이 음반은 《빌보드》 메인스트림 록 트랙에서 3위로 정점을 찍었고 20주 동안 차트에 머물렀다.
이 음반은 원래 2013년 5월 14일에 발매될 예정이었으나 2013년 5월 28일로 연기되었다. 그것은 CD, 바이닐, 디지털 다운로드로 캐피틀 레코드를 통해 발매되었다.

## 상업적 성과
《The Devil Put Dinosaurs Here》는 발매 첫 주에 6만 1,000장이 팔리면서 빌보드 200 2위 (1995년 《Alice in Chains》 이후 가장 높은 차트 1위)에 데뷔했다. 2013년 7월 31일까지 이 음반은 미국에서 120,000장이 팔렸다.
이 음반은 첫 주에 7,300장이 팔리면서 캐나다 음반 차트에서 2위로 데뷔했다.

## 곡 목록
모든 곡들은 특별한 언급이 없는 한 제리 캔트렐에 의해 작사/작곡하였다.
| #   | 제목                             | 작사·작곡                         | 재생 시간 |
| --- | -------------------------------- | --------------------------------- | --------- |
| 1.  | 〈Hollow〉                       |                                   | 5:43      |
| 2.  | 〈Pretty Done〉                  |                                   | 4:35      |
| 3.  | 〈Stone〉                        |                                   | 4:23      |
| 4.  | 〈Voices〉                       |                                   | 5:42      |
| 5.  | 〈The Devil Put Dinosaurs Here〉 | 캔트렐, 마이크 이네즈, 숀 키니    | 6:38      |
| 6.  | 〈Lab Monkey〉                   |                                   | 5:59      |
| 7.  | 〈Low Ceiling〉                  | 캔트렐, 키니, 이네즈              | 5:15      |
| 8.  | 〈Breath on a Window〉           |                                   | 5:18      |
| 9.  | 〈Scalpel〉                      | 캔트렐, 키니, 이네즈              | 5:21      |
| 10. | 〈Phantom Limb〉                 | 윌리엄 듀발, 캔트렐, 키니, 이네즈 | 7:07      |
| 11. | 〈Hung on a Hook〉               |                                   | 5:34      |
| 12. | 〈Choke〉                        | 캔트렐, 키니, 이네즈              | 5:44      |